# Saison 4 de Drag Race España
La quatrième saison de Drag Race España est diffusée du 22 septembre au 15 décembre 2024 sur Atresmedia Premium en Espagne et sur WOW Presents Plus à l'international.
Le 3 août 2023, l'émission est renouvelée pour sa quatrième saison. Les juges principaux sont Supremme de Luxe, Ana Locking, Javier Ambrossi et Javier Calvo. Le casting est composé de douze candidates et est annoncé le 8 septembre 2024,.
La gagnante de la saison reçoit un an d'approvisionnement de maquillage chez NYX Cosmetics et 30 000 euros.
La gagnante de la saison est Le Cocó, avec comme seconde La Bella Vampi.

## Candidates
(Les noms et âges annoncés sont ceux annoncés au moment de la compétition.)
| Candidate            | Âge | Résidence                                     | Classement |
| -------------------- | --- | --------------------------------------------- | ---------- |
| Le Cocó              | 28  | Madrid, Communauté de Madrid                  | Gagnante   |
| La Bella Vampi       | 30  | Valence, Communauté valencienne               | Seconde    |
| Chloe Vittu          | 23  | Barcelone, Catalogne                          | 3e place   |
| La Niña Delantro     | 22  | Castellón de la Plana, Communauté valencienne | 4e place   |
| Mariana Stars        | 28  | Mérida, État de Mérida (Venezuela)            | 5e place   |
| Megui Yeillow        | 31  | Séville, Andalousie                           | 6e place   |
| Angelita La Perversa | 44  | Séville, Andalousie                           | 7e place   |
| Miss Khristo         | 31  | Madrid, Communauté de Madrid                  | 8e place   |
| Kelly Passa!?        | 38  | Barcelone, Catalogne                          | 9e place   |
| Dita Dubois          | 37  | Tenerife, Îles Canaries                       | 10e place  |
| Porca Theclubkid     | 39  | Valence, Communauté valencienne               | 11e place  |
| Shani LaSanta        | 26  | Cadix, Andalousie                             | 12e place  |

## Progression des candidates
|            |                      | Épisode | Épisode | Épisode | Épisode | Épisode | Épisode | Épisode | Épisode | Épisode | Épisode | Épisode | Épisode  |
| 1          | 2                    | 3       | 4       | 5       | 6       | 7       | 8       | 9       | 10      | 11      | 12      |         |          |
| ---------- | -------------------- | ------- | ------- | ------- | ------- | ------- | ------- | ------- | ------- | ------- | ------- | ------- | -------- |
| Candidates | Le Cocó              | SAFE    | HIGH    | HIGH    | SAFE    | HIGH    | SAFE    | WIN     | WIN     | BTM2    | INVITÉE | SAFE    | GAGNANTE |
| Candidates | La Bella Vampi       | HIGH    | SAFE    | SAFE    | HIGH    | HIGH    | WIN     | RDS     | LOW     | SAFE    | INVITÉE | SAFE    | SECONDE  |
| Candidates | Chloe Vittu          | SAFE    | SAFE    | SAFE    | SAFE    | SAFE    | BTM2    | SAFE    | HIGH    | WIN     | INVITÉE | SAFE    | ÉLIMINÉE |
| Candidates | La Niña Delantro     | BTM2    | SAFE    | LOW     | WIN     | LOW     | BTM2    | BTM2    | HIGH    | HIGH    | MM      | ELIM    | INVITÉE  |
| Candidates | Mariana Stars        | HIGH    | SAFE    | BTM2    | HIGH    | WIN     | LOW     | SAFE    | BTM2    | ELIM    | INVITÉE | INVITÉE | INVITÉE  |
| Candidates | Megui Yeillow        | SAFE    | WIN     | SAFE    | SAFE    | SAFE    | HIGH    | HIGH    | ELIM    |         | INVITÉE | INVITÉE | INVITÉE  |
| Candidates | Angelita La Perversa | LOW     | HIGH    | WIN     | BTM2    | BTM2    | HIGH    | ELIM    | INVITÉE |         | INVITÉE | INVITÉE | INVITÉE  |
| Candidates | Miss Khristo         | WIN     | BTM2    | SAFE    | LOW     | ELIM    |         |         | INVITÉE |         | INVITÉE | INVITÉE | INVITÉE  |
| Candidates | Kelly Passa!?        | SAFE    | SAFE    | HIGH    | ELIM    |         |         |         | INVITÉE |         | INVITÉE | INVITÉE | INVITÉE  |
| Candidates | Dita Dubois          | SAFE    | LOW     | ELIM    |         |         |         |         | INVITÉE |         | MISS S. | INVITÉE | INVITÉE  |
| Candidates | Porca Theclubkid     | SAFE    | ELIM    |         |         |         |         |         | INVITÉE |         | MLL     | INVITÉE | INVITÉE  |
| Candidates | Shani LaSanta        | ELIM    |         |         |         |         |         |         | INVITÉE |         | INVITÉE | INVITÉE | INVITÉE  |

 La candidate a été élue Miss Sympathie.
 La candidate a été élue Miss Makeup.
 La candidate a été élue Miss Lost Look.
 La candidate a gagné le maxi défi de la semaine.
 La candidate a reçu des critiques positives des juges et a été déclarée sauve.
 La candidate a été déclarée sauve.
 La candidate a reçu des critiques négatives des juges mais a été déclarée sauve.
 La candidate a été en danger d'élimination mais a utilisé la Reina de la Suerte pour échanger sa place.
 La candidate a été en danger d'élimination.
 La candidate a été éliminée.

## Lip-syncs
| Épisode | Candidate                                  | vs.                                        | Candidate                                  | Chanson                      | Artiste                           | Candidate éliminée   |
| ------- | ------------------------------------------ | ------------------------------------------ | ------------------------------------------ | ---------------------------- | --------------------------------- | -------------------- |
| 1       | La Niña Delantro                           | vs.                                        | Shani LaSanta                              | Las 12                       | Ana Mena, Belinda Peregrín Schüll | Shani LaSanta        |
| 2       | Porca Theclubkid                           | vs.                                        | Miss Khristo                               | Cuando Zarpa el Amor         | Camela                            | Porca Theclubkid     |
| 3       | Dita Dubois                                | vs.                                        | Mariana Stars                              | Loca                         | Malena Garcia                     | Dita Dubois          |
| 4       | Angelita La Perversa                       | vs.                                        | Kelly Passa!?                              | Antagonista                  | Belén Aguilera                    | Kelly Passa!?        |
| 5       | Angelita La Perversa                       | vs.                                        | Miss Khristo                               | El amor                      | Massiel                           | Miss Khristo         |
| 6       | Chloe Vittu                                | vs.                                        | La Niña Delantro                           | Mujer Loba                   | Melody                            | Aucune               |
| 7       | Angelita La Perversa                       | vs.                                        | La Niña Delantro                           | Puedes Contar Conmigo        | María Escarmiento                 | Angelita La Perversa |
| 8       | Mariana Stars                              | vs.                                        | Megui Yeillow                              | Se acabó                     | Rocío Jurado                      | Megui Yeillow        |
| 9       | Le Cocó                                    | vs.                                        | Mariana Stars                              | Las Babys                    | Aitana                            | Mariana Stars        |
| 11      | Chloe Vittu                                | Chloe Vittu                                | Chloe Vittu                                | Vivir así es morir de amor   | Nathy Peluso                      | La Niña Delantro     |
| 11      | La Niña Delantro                           | La Niña Delantro                           | La Niña Delantro                           | Going Under                  | Evanescence                       | La Niña Delantro     |
| 11      | Le Cocó                                    | Le Cocó                                    | Le Cocó                                    | El lado izquierdo de la cama | Natalia Jiménez                   | La Niña Delantro     |
| 11      | La Bella Vampi                             | La Bella Vampi                             | La Bella Vampi                             | Quién te crees que eres tú   | Rocío Jurado                      | La Niña Delantro     |
| 11      | Chloe Vittu vs. Le Cocó vs. La Bella Vampi | Chloe Vittu vs. Le Cocó vs. La Bella Vampi | Chloe Vittu vs. Le Cocó vs. La Bella Vampi | Diva                         | Mónica Naranjo                    | Aucune               |
| Épisode | Candidate                                  | vs.                                        | Candidate                                  | Chanson                      | Artiste                           | Gagnante             |
| 12      | Le Cocó                                    | vs.                                        | La Bella Vampi                             | Va todo al ganador           | Nina                              | Le Cocó              |

 La candidate a été éliminée après sa première fois en danger d'élimination.
 La candidate a été éliminée après sa deuxième fois en danger d'élimination.
 La candidate a été éliminée après sa troisième fois en danger d'élimination.
 La candidate a été éliminée après les performances individuelles des finalistes.
 La candidate a remporté le lip-sync et la saison.
1. 
2. 

## Juges invités
Cités par ordre d'apparition :
- Boris Izaguirre, scénariste hispano-vénézuélien ;
- Manuela Trasobares, chanteuse espagnole ;
- Loles León, actrice espagnole.
- Belén Aguilera, chanteuse espagnole ;
- Valeria Vegas, écrivaine et réalisatrice espagnole.
- Melody, chanteuse espagnole ;
- Eduardo Navarrete, styliste espagnol ;
- Valeria Ros, présentatrice télévisée espagnole ;
- Lola Rodríguez, actrice espagnole ;
- Alyssa Edwards, drag queen américaine.

### Invités spéciaux
Certains invités apparaissent lors des épisodes, mais ne font pas partie du panel de jurés.
Épisode 4
- Carlos Marco, chanteur et producteur espagnole ;
- Leticia Sabater, présentatrice télévisée, actrice et chanteuse espagnole ;
- Noelia, coach vocale espagnole ;
- Pink Chadora, drag queen espagnole.

Épisode 5
- Ger Sanc, acteur espagnol ;
- Lala Chus, comédienne espagnole ;
- Pupi Poisson, drag queen espagnole.

Épisode 6
- Carmelo Segura, chorégraphe espagnol.

| CANDIDATE | Angelita La Perversa | Chloe Vittu | Dita Dubois | Kelly Passa!? | La Niña Delantro | Le Cocó           | Mariana Stars | Megui Yeillow | Miss Khristo | Porca Theclubkid | La Bella Vampi |
| TALENT    | Lip-sync             | Comédie     | Comédie     | Chant         | Lip-sync Danse   | Spoken word Chant | Lip-sync      | Lip-sync      | Danse        | Fetish           | Chant          |

| GROUPE    | SIN PUSSYCAT DOLLS | SIN PUSSYCAT DOLLS | SIN PUSSYCAT DOLLS | KISS MY ASS          | KISS MY ASS | KISS MY ASS  | DREAM NERDS   | DREAM NERDS | DREAM NERDS   |
| --------- | ------------------ | ------------------ | ------------------ | -------------------- | ----------- | ------------ | ------------- | ----------- | ------------- |
| CANDIDATE | La Niña Delantro   | Mariana Stars      | La Bella Vampi     | Angelita La Perversa | Chloe Vittu | Miss Khristo | Kelly Passa!? | Le Cocó     | Megui Yeillow |

| CANDIDATE  | Angelita La Perversa | Chloe Vittu  | La Niña Delantro | Le Cocó     | Miss Khristo   | Mariana Stars  | Megui Yeillow | La Bella Vampi  |
| PERSONNAGE | Glòria Serra         | Amaia Romero | Edu Soto         | Ana Locking | Ylenia Padilla | Ana María Polo | Yurena        | Mario Vaquerizo |

| CANDIDATE  | Angelita La Perversa | Chloe Vittu | La Niña Delantro | Le Cocó      | Mariana Stars   | Megui Yeillow | La Bella Vampi |
| PERSONNAGE | Carmen Sevilla       | Rosalía     | María del Monte  | Rocío Jurado | La protagoniste | Lola Flores   | Sara Montiel   |